# Lucasite-(Ce)
La lucasite-(Ce) è un minerale.